# Aloe bowiea
Aloe bowiea ist eine Pflanzenart der Gattung der Aloen in der Unterfamilie der Affodillgewächse (Asphodeloideae). Das Artepitheton bowiea ehrt den britischen Pflanzensammler James Bowie (1789–1869).

## Beschreibung

### Vegetative Merkmale
Aloe bowiea wächst stammlos und bildet durch Sprossung dichte Gruppen. Die 18 bis 25 linealischen, hell glauken bis grünen Laubblätter sitzen rosettenförmig zusammen oder sind in mehreren Reihen angeordnet. Die Blattspreite ist 10 bis 15 Zentimeter lang und 1,5 Zentimeter breit. Auf der Blattoberfläche befinden sich weiße Flecken, die auf der Blattunterseite zahlreicher sind. Die Blattränder sind mit sehr kleinen, weichen, weißen Zähnchen besetzt.

### Blütenstände und Blüten

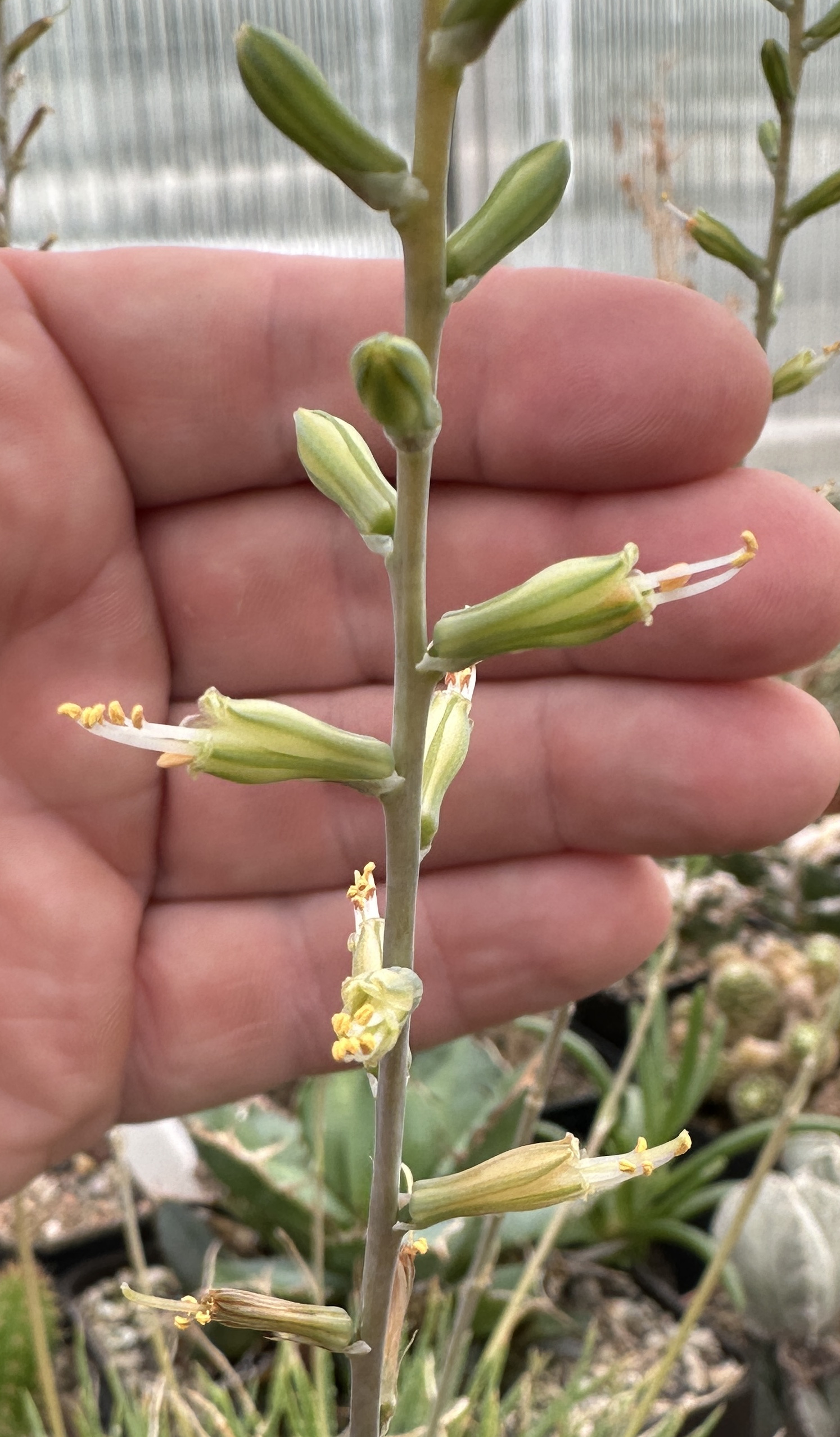
Blütenstand mit Einzelblüten

Der einfache traubige Blütenstand erreicht eine Höhe von etwa 45 Zentimetern. Die lockeren, zylindrischen Blütentrauben sind etwa 15 Zentimeter lang. Die Blütenstiele besitzen eine Länge von 1 bis 2 Millimetern. Die grünlich weißen, keulenförmigen Blüten sind 8 bis 15 Millimeter lang, an der Basis kurz verschmälert und über dem Fruchtknoten erweitert. Die äußeren Perigonblätter sind bis zu ihrer Basis nicht miteinander verwachsen. Die Staubblätter und der Griffel ragen 6 bis 8 Millimeter aus der Blütenhülle heraus.

## Systematik und Verbreitung
Aloe bowiea ist in der südafrikanischen Provinz Ostkap in Dickichten verbreitet.
Die Erstbeschreibung wurde 1829 durch Joseph August Schultes und seinem Sohn Julius Hermann Schultes vorgenommen. Synonyme sind Bowiea africana Haw. (1824) und Chamaealoe africana A.Berger (1905).

## Nachweise